# Isabela Veiga
Isabela Veiga e Silva (Belo Horizonte, 6 de setembro de 1977) é uma jornalista brasileira. Foi repórter da Rede Record.
Formada em jornalismo pela Escola de Comunicação da Universidade Federal do Rio de Janeiro, Isabela Veiga começou a carreira como estagiária na TVE, atual TV Brasil, onde começou a se interessar pela reportagem. Trabalhou em uma produtora que fazia um programa na Band, mas logo depois foi aprovada em uma seleção na Rede Globo e passou a atuar como produtora do Fantástico.
Em 2005, após rápida passagem pela GloboNews, Isabela começou a trabalhar na Rede Record como repórter. Na TV Record Rio de Janeiro, Isabela atuou por anos como repórter local e apresentadora eventual dos jornalísticos RJ Record e Record Notícias. Em 2011, a jornalista passou a ser repórter especial do Domingo Espetacular, além de continuar atuando eventualmente em outros telejornais da emissora. 
Na tragédia em Angra dos Reis, em 2010, a equipe de Isabela foi uma das primeiras a chegar no local do deslizamento de terra. Além disso, cobriu a tragédia na região serrana do Rio em 2011. A matéria de maior repercussão de Isabela Veiga foi exibida em março de 2012 no Domingo Espetacular e mostrava o ex-baixista da banda Legião Urbana, Renato Rocha, vivendo como morador de rua no Rio de Janeiro. 
Em 1 de junho de 2017, Isabela foi demitida da Record. Depois, foi contratada pelo SBT, onde está até hoje.